# وين جيانغ
وين جيانغ (بالصينية: 文姜،بالإنجليزية:Wen Jiang) توفيت عام 673 قبل الميلاد، وكانت أميرة لدولة تشى ونبيلة دولة لو خلال فترة الربيع والخريف في الصين القديمة. كانت ابنة النبيل شي لتشي وأخت النبيل شيانغ والنبيل هوان من تشي. كانت الزوجة الرئيسية للنبيل هوان للو وأم النبيل تشوانغ للو. اشتهرت بعلاقة محرمة مع شقيقها النبيل شيانغ الذي قتل زوجها. كان اسم عشيرتها هو جيانغ (姜) وكان وين هو لقبها بعد الوفاة .  

## الزواج والولادة
في عام 709 قبل الميلاد، في عهد والدها النبيل شي لتشي، تزوجت وين جيانغ من الـنبيل هوان للو، الذي كان قد صعد إلى عرش ولاية لو المجاورة في 712 قبل الميلاد. بعد ثلاث سنوات أنجبت وين جيانج ولدًا. كان للولد نفس عيد ميلاد والده، ومن ثم أُطلق عليه اسم تونغ، ويعني «نفس الشيء» ، وأصبح ولي عهد لو.  

## مقتل نبيل هوان من لو
في عام 698 قبل الميلاد، توفي والد وين جيانغ النـبيل شي لتشى وخلفه ابنه النبيل شيانغ لتشى. قبل زواجها من النبيل هوان للو، كانت وين جيانغ وشقيقها الأكبر غير الشقيق النبيل شيانغ على علاقة محرمة.   
في عام 694 قبل الميلاد، زارت وين جيانغ وزوجها النبيل هوان مسقط رأسها تشى، وجددت وين جيانغ والنبيل شيانغ اتصالهما. عندما اكتشف النبيل هوان علاقتهما، أمر النبيل شيانغ أخيه غير الشقيق الأمير بنغ شنغ بقتل النبيل هوان عندما كان في حالة سكر.   
غضب شعب لو بسبب جريمة النبيل شيانغ، لكن لم يستطعوا فعل أي شيء لأن تشى كانت ولاية أقوى. لإرضاء شعب لو قام النبيل شيانغ بإعدام بنغ شنغ ( zh: 公子 彭 生 ) ككبش فداء. خلف ولي العهد تونغ، ابن وين جيانغ والنبيل هوان، والده فيما بعد حاكما للو، المعروف باسم الـنبيل تشوانغ للو .   

## حياتها لاحقًا
بعد وفاة زوجها، بقيت وين جيانغ في تشى واستمرت في علاقة محرمة مع شقيقها النبيل شيانغ. في عام 693 قبل الميلاد ، تزوج النبيل شيانغ من ابنة ملك تشو، الحاكم الاسمي لكل الصين، لكن أميرة تشو توفيت بعد عام واحد فقط.  في عام 686 قبل الميلاد، قُتل النبيل شيانغ على يد ابن عمه ووتشي، الذي اغتصب عرش تشى ولكنه قتل في العام التالي. وصعد لعرش تشي الأمير شياوباي، وهو شقيق آخر لوين جيانغ، المعروف باسم النبيل هوان من تشي . 
توفيت وين جيانغ في الشهر السابع من عام 673 قبل الميلاد، خلال العام الحادي والعشرين من عهد ابنها النبيل تشوانغ. 

## أطفالها الآخرون
إلى جانب النبيل تشوانغ، كان لدى وين جيانج والنبيل هوان ولدين آخرين اسمهما شو يا وجي يو. كما أن للنبيل هوان ولد كبير السن يدعى تشينغفو من محظية. تشينغفو و شو يا و جي يو كانوا مؤسسين لثلاث عشائر قوية سيطرت لاحقًا على قوة لو. ويطلق عليهم معًا ثلاثة هوان لأنهم أحفاد نبيل هوان. نسب جي يو أطلق عليه جيسن أو جي، شكلوا في نهاية المطاف دولة فاي المنشقة .   